# Roger Boutry
Roger Boutry (ur. 27 lutego 1932 w Paryżu, zm. 7 września 2019) – francuski kompozytor muzyki poważnej, dyrygent.

## Życiorys
Urodzony w 10. dzielnicy Paryża, mieszkał w Paryżu. Boutry, pianista wirtuoz, uznany i znany na całym świecie dyrygent, genialny i elegancki aranżer, znakomity kompozytor, urodził się w rodzinie muzyków, rodem z Cambrai. Kontynuując naukę w High School Chaptal, w 1944 roku został przyjęty do Konserwatorium Paryskiego, gdzie zdobył kilka pierwszych nagród: jako kompozytor za: fortepian w 1948, harmonia w 1949, muzyka kameralna w 1949, akompaniament fortepianowy w 1950, fuga i kontrapunkt w 1951, jako dyrygent: w 1953, kompozycja w 1954, Grand Prix Rome w 1954 roku. Finalista na Międzynarodowym Konkursie im. Czajkowskiego w Moskwie w 1958 roku.
Odbył służbę wojskową najpierw w Grenoble w 6. Batalionie Alpejskich Chasseurów, a następnie przez dwa lata w Grande Kabylie. Po powrocie z Algierii w 1962 roku rozpoczął międzynarodową karierę koncertową w USA, ZSRR, Australii, Japonii i grał pod kierunkiem najwybitniejszych dyrygentów takich jak: André Cluytens, Pierre Dervaux, Jean Martinon, Pierre Monteux. Jako dyrygent rozpoczął karierę w orkiestrze Opéra de Monte-Carlo, a następnie dyrygował orkiestrami Brussels RATB, Rome RAI, Concerts Colonne, Orchester Lamoureux, Pasdeloup Orchestra. Mianowany profesorem Konserwatorium, uczył harmonii w latach 1962-1997. Jego uczniami byli Claude Pichaureau, Thierry Escaich, Olivier Chassain, François Weigel, Naji Hakim i inni.
Uczył także dyrygentury chóralnej w Narodowym Centrum Przygotowań CMEA w Paryżu w latach 1965–70, a od 1963 roku był odpowiedzialny za przygotowanie testów pisarskich do konkursów rekrutacyjnych dla dyrygentów muzycznych.
W styczniu 1973 roku po konkursie o tytuł, został mianowany dyrektorem muzycznym Gwardii Republikańskiej, a tym samym prowadził zespoły harmoniczne, orkiestrę symfoniczną, orkiestrę smyczkową i zespoły kameralne do lutego 1997 roku.
Jako pierwszy lider zespołu wojskowego, który uzyskał stopień pułkownika, został mianowany honorowym prezydentem Francuskiej Gwardii Republikańskiej.

## Nagrody
- Grand Prix Musical of the Ville de Paris (1963);
- Grand Prix de la Promotion Symphonique (1970);
- Prix de la Fondation Pineau-Chaillou (1971);
- Grand Prix of the Académie Charles Cros (1974)